# Manažer M602
Manažer M602 je český správce souborů pro operační systém DOS, vyvinutý společností Software602; vzorem – jak pro uživatelské rozhraním, tak i ovládání – se mu stal Norton Commander (zkráceně NC) od firmy Symantec. Patrně nejrozšířenější verzi manažeru, 2.00, vydali na podzim 1992.
Program se skládá ze dvou modulů: rezidentního zaváděcího a hlavního programového – ten se dle potřeby vyvolává z disku. Údaje zobrazuje v textovém režimu nebo VGA; ovládá se klávesnicí, volitelně myší.

## Historie
Ve verzi 2.0 (její beta z léta 1992) tvůrci zohlednili připomínky uživatelské komunity: hlavní programový modul byl zeštíhlen na méně než polovinu (tj. kolem 6 300 B, z původních zhruba 15 000 B); přibyla podpora přenosu souborů po sériové či paralelní lince; práce s disketami (kopírování, porovnávání i formátování); možnost prohlížení souborů ve formátech tabulkových procesorů a grafiky (PCX, TIFF, BMP); došlo k znatelnému zesvižnění běhu manažeru; nově funkce rychlého mazání souborů a zobrazení velikosti adresáře (vč. podadresářů), resp. objem, který zabírá na disku; podpora modemu.
Pro uživatelské rozhraní byla použita knihovna Turbo Vision.

## Uživatelské rozhraní
Obrazovka je rozdělena na dva panely, přičemž v každém je – nezávisle na druhém – zobrazen obsah nějakého adresáře. Mezi adresáři na stejném nebo jiném disku tak může uživatel pohodlně kopírovat či přesunovat soubor nebo více označených souborů či podadresářů. Soubory může dále uživatel prohlížet, editovat a mazat. Obsah adresáře je možno seřadit podle jména, přípony, času či velikosti.

## Prohlížení souborů
Kromě standardního prohlížeče obsahu souborů byla zabudována podpora pro prohlížení tabulkových procesorů (spreadsheetů; výslovnost [ˈspredšiːt]) ve formátu TC6 (Calc602), WKS a WK1 (Lotus 1-2-3), WQ1 (Quattro Pro), obrazových formátů PCX, TIFF a BMP, textových dokumentů pořízených programem Text602 a databázových tabulek DBF. Ošetřeno horkou klávesou F3.

## Editování souborů
Editor je schopen pracovat se soubory do velikosti 64 KiB a může jich otevřít až devět najednou; je možné kopírovat část textu z jednoho souboru do druhého pomocí interní schránky. Při editování (i prohlížení) souborů je možno nastavit několik druhů kódování češtiny. Součástí editoru je kompletní tabulka ASCII znaků, ze které je možno vkládat speciální znaky do textu; realizováno horkou klávesou F4.

## Komprese souborů
M602 má zabudovánu podporu pro práci s archivy AR6 (Archiv602; vlastní formát manažera) a ZIP;; M602 je také schopen pracovat s formáty ARJ, PKPAK, PKARC a LHA/LHARC, pomocí externích programů. Horká klávesa je F9 (komprimace i dekomprimace).

## Další funkce pro práci se soubory
- Obnova smazaných souborů
- Přenos souborů po sériové či paralelní lince (tzv. Laplink / Serial link)[p 3]
- Vyhledání souboru podle části názvu nebo řetězce obsaženém v souboru
- Porovnávání souborů, nastavování atributů
- Možnost povolit mazání neprázdných adresářů

## Ostatní funkce
- Kalkulačka
- Kalendář s možností zapisovat poznámky
- Dialog pro formátování disket (včetně tvorby systémových)
- Kopírování disket (v případě absence druhé mechaniky v počítači)
- Terminál pro práci s modemem
- Uživatelem definovatelná nabídka spouštění programů
- Uživatelem definovatelné akce podle přípony souboru (typicky možnost otevření dokumentu v příslušném editoru)
- Nápověda. Horká klávesa pro zobrazení okna s nápovědou: F1